# Jean-Paul Heck
Jean-Paul Heck (Steenbergen, 20 mei 1965) is een Nederlandse muziekjournalist en hoofdredacteur.

## Carrière
Heck werkt sinds 1993 als muziekjournalist. Hij begon bij het regionale dagblad Brabants Nieuwsblad. Vanuit die positie maakte hij tevens muziekverhalen voor de Gemeenschappelijke Persdienst.
In 1999 werd Heck door hoofdredacteur Tjerk Lammers gevraagd om deel uit te maken van de redactie van het nieuwe muziekblad Aloha. In die hoedanigheid interviewde Heck talrijke grote namen uit de popmuziek zoals James Brown, David Bowie, Van Halen, Robert Plant, Angus Young en vele anderen.
Een half jaar na het winnen van de Jip Golsteijn Journalistiekprijs werd hij door De Telegraaf gevraagd om muziekverhalen te schrijven. Na het verdwijnen van Aloha trad Heck toe tot de redactie van muziekmagazine OOR. Tussendoor publiceerde hij ook in onder meer Nieuwe Revu en het jazzmagazine Jazzism.
In 2008 trad Heck toe tot de nieuwe jury van de Edison Pop. In 2008 verscheen er voor het eerst een verhaal van hem in het Engelse muziekbladen Classic Rock en Mojo.
Sinds 2012 werkt Heck ook als muziekjournalist voor de nieuwe persdienst van Wegener, De Persdienst.

## Magazine
In 2007 startte Heck met het nieuwe magazine Off The Record en bracht hij de bundel Fuck You Very Much! uit, een boek met verzamelde interviews van zijn hand. Nadat Off The Record stopte, stapte Heck in 2011 in de functie van hoofdredacteur van de site www.muziek.nl, opgezet als promotiesite van Universal Music. In november van dat jaar verscheen de eerste versie van het magazine Muziek.NL Magazine. Hij formeerde een redactie met bekende muziekjournalisten zoals Leo Blokhuis, Jan Vollaard (NRC) en Menno Pot (Volkskrant) en het blad kwam in eigendom van BCM Media, om belangenverstrengeling te voorkomen. Universal bleef achter de schermen alsnog de grootste subsidiant. Vanaf 2012 kwam het magazine zes keer per jaar uit en leunde volgens eigen zeggen stijlmatig tegen Engelse bladen zoals Mojo en Uncut aan. Vanaf november 2014 heet het magazine Soundz, Jean-Paul Heck blijft hoofdredacteur. Wegens tegenvallende resultaten verkocht werd Soundz in 2017 verkocht aan 100% NL, dat er eind 2020 de stekker uit wilde trekken wegens nog verder tegenvallende resultaten. Heck kocht het blad daarop zelf op.

## Prijzen
- In 2004 won Heck voor zijn verhalen in onder meer Aloha de Jip Golsteijn Journalistiekprijs.
- In 2007 werd hij genomineerd voor de Pop Media Prijs.
- In 2013 ontving Heck de Sakko Cultuurprijs. Een prijs die elk jaar in Bergen op Zoom wordt uitgereikt aan iemand die zich verdienstelijk heeft gemaakt op het gebied van Kunst & Letteren.

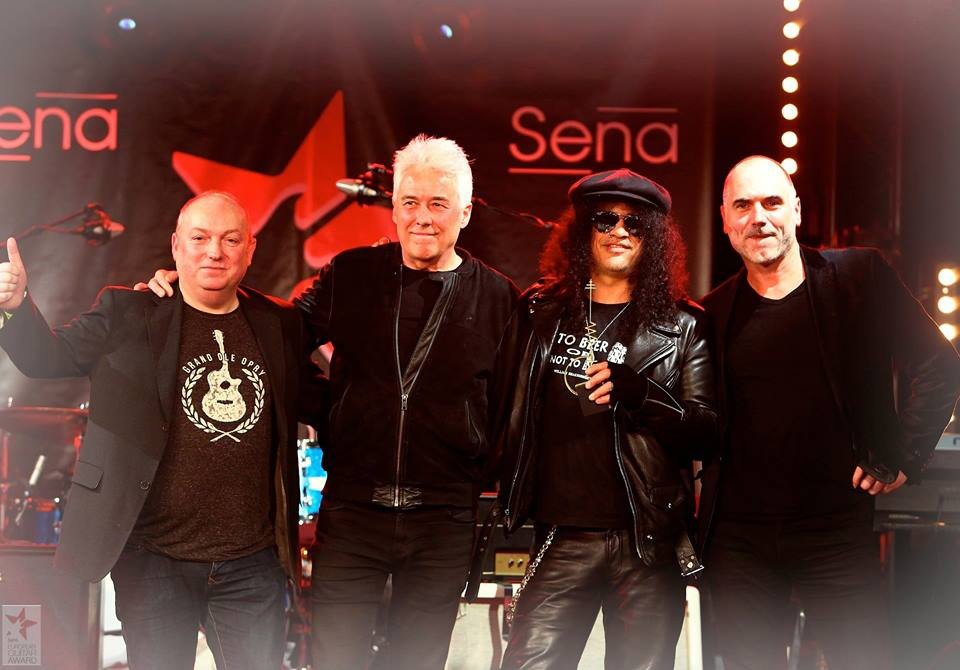
Jean-Paul Heck, George Kooymans, Slash, Leo Blokhuis.

## Sena European Guitar Award
Vanaf 2014 is Heck ook de mede-organisator en programmeur van de Sena European Guitar Award. Slash nam de prijs op 25 november in Club Ziggo in Amsterdam in ontvangst van voormalig winnaar George Kooymans. 

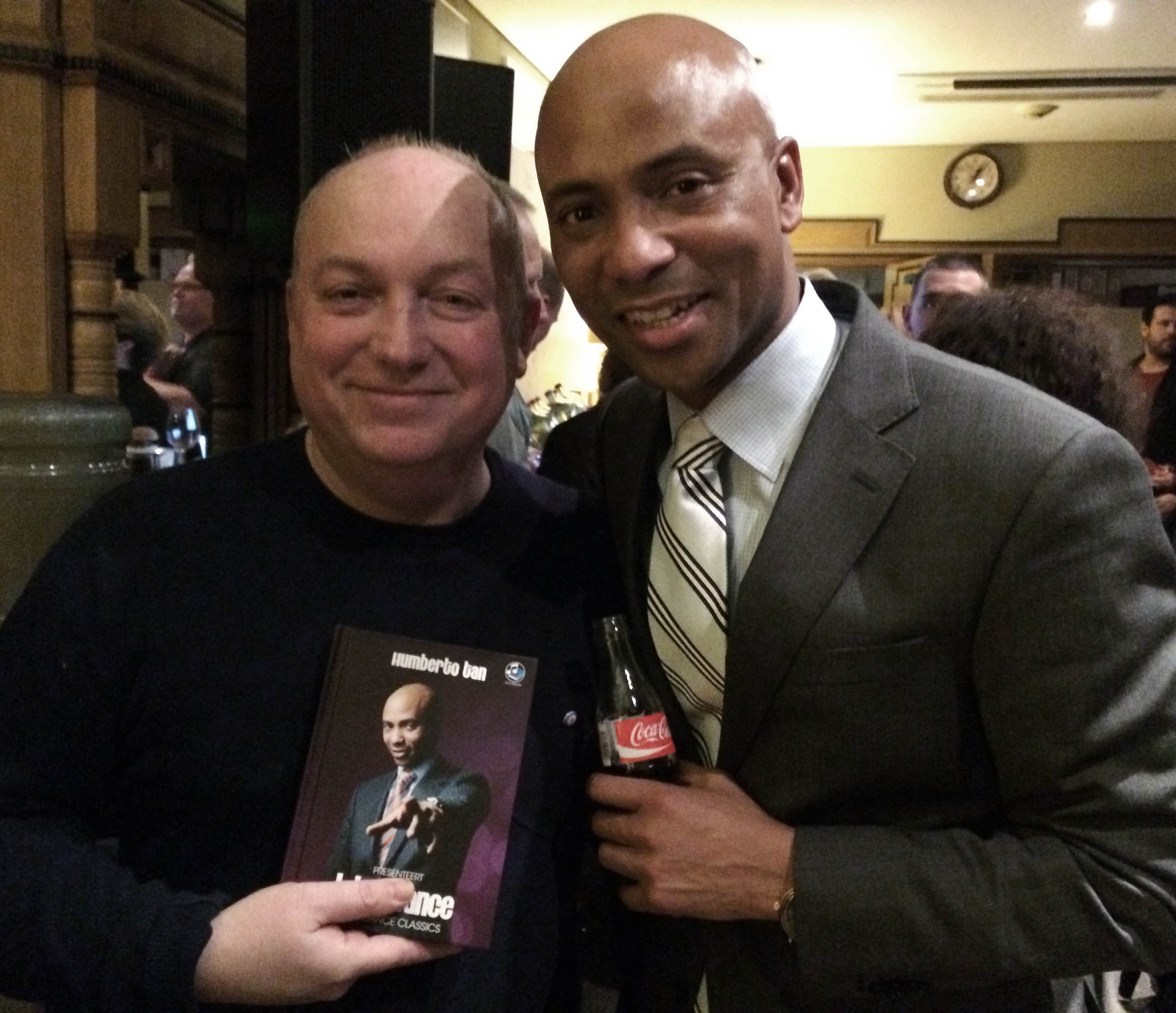
Soundbook - Let's Dance - Humberto Tan Jean-Paul Heck & Humberto Tan

## Soundbook
In november 2014 maakte hij samen met televisiepresentator Humberto Tan het soundbook Let’s Dance: Mijn Dansklassiekers. Het kwam van niets op de eerste plek in ITunes binnen. 

## Jaarboek 2015 in Soundz
In november 2015 verscheen zijn tweede boek bij uitgeverij Luitingh-Sijthoff: Jaarboek 2015 in Soundz, met daarin onder meer interviews met Keith Richards, Dave Grohl, Paul McCartney, Ed Sheeran, Jack White (muzikant), Jimmy Page, Ennio Morricone en Ringo Starr. Het voorwoord van deze uitgave werd geschreven door Leo Blokhuis.  